# Türml
Le Türml est une montagne qui s’élève à 2 844 m d’altitude dans les Hohe Tauern, en Autriche.